# Trừng Mại
Trừng Mại (tiếng Trung: 澄邁縣, Hán Việt: Trừng Mại huyện) là một huyện tại tỉnh Hải Nam, Cộng hòa Nhân dân Trung Hoa. Huyện này nằm ở phía bắc của đảo Hải Nam, diện tích 2068 km2, dân số 480.000 người. Huyện lỵ đóng tại trấn Kim Giang. Mã số bưu chính 571900。Khu hiệu là 0898。

## Khí hậu
| Dữ liệu khí hậu của Trừng Mại (1991–2020 normals, extremes 1981–present) | Dữ liệu khí hậu của Trừng Mại (1991–2020 normals, extremes 1981–present) | Dữ liệu khí hậu của Trừng Mại (1991–2020 normals, extremes 1981–present) | Dữ liệu khí hậu của Trừng Mại (1991–2020 normals, extremes 1981–present) | Dữ liệu khí hậu của Trừng Mại (1991–2020 normals, extremes 1981–present) | Dữ liệu khí hậu của Trừng Mại (1991–2020 normals, extremes 1981–present) | Dữ liệu khí hậu của Trừng Mại (1991–2020 normals, extremes 1981–present) | Dữ liệu khí hậu của Trừng Mại (1991–2020 normals, extremes 1981–present) | Dữ liệu khí hậu của Trừng Mại (1991–2020 normals, extremes 1981–present) | Dữ liệu khí hậu của Trừng Mại (1991–2020 normals, extremes 1981–present) | Dữ liệu khí hậu của Trừng Mại (1991–2020 normals, extremes 1981–present) | Dữ liệu khí hậu của Trừng Mại (1991–2020 normals, extremes 1981–present) | Dữ liệu khí hậu của Trừng Mại (1991–2020 normals, extremes 1981–present) | Dữ liệu khí hậu của Trừng Mại (1991–2020 normals, extremes 1981–present) |
| Tháng                                                                    | 1                                                                        | 2                                                                        | 3                                                                        | 4                                                                        | 5                                                                        | 6                                                                        | 7                                                                        | 8                                                                        | 9                                                                        | 10                                                                       | 11                                                                       | 12                                                                       | Năm                                                                      |
| ------------------------------------------------------------------------ | ------------------------------------------------------------------------ | ------------------------------------------------------------------------ | ------------------------------------------------------------------------ | ------------------------------------------------------------------------ | ------------------------------------------------------------------------ | ------------------------------------------------------------------------ | ------------------------------------------------------------------------ | ------------------------------------------------------------------------ | ------------------------------------------------------------------------ | ------------------------------------------------------------------------ | ------------------------------------------------------------------------ | ------------------------------------------------------------------------ | ------------------------------------------------------------------------ |
| Cao kỉ lục °C (°F)                                                       | 34.0 (93.2)                                                              | 37.9 (100.2)                                                             | 40.4 (104.7)                                                             | 42.0 (107.6)                                                             | 41.1 (106.0)                                                             | 39.4 (102.9)                                                             | 38.6 (101.5)                                                             | 38.2 (100.8)                                                             | 37.0 (98.6)                                                              | 34.3 (93.7)                                                              | 35.9 (96.6)                                                              | 32.0 (89.6)                                                              | 42.0 (107.6)                                                             |
| Trung bình ngày tối đa °C (°F)                                           | 22.8 (73.0)                                                              | 24.8 (76.6)                                                              | 28.5 (83.3)                                                              | 31.7 (89.1)                                                              | 33.6 (92.5)                                                              | 34.4 (93.9)                                                              | 34.2 (93.6)                                                              | 33.3 (91.9)                                                              | 31.8 (89.2)                                                              | 29.8 (85.6)                                                              | 27.2 (81.0)                                                              | 23.5 (74.3)                                                              | 29.6 (85.3)                                                              |
| Trung bình ngày °C (°F)                                                  | 18.0 (64.4)                                                              | 19.5 (67.1)                                                              | 22.6 (72.7)                                                              | 25.8 (78.4)                                                              | 27.7 (81.9)                                                              | 28.6 (83.5)                                                              | 28.5 (83.3)                                                              | 27.9 (82.2)                                                              | 26.8 (80.2)                                                              | 24.8 (76.6)                                                              | 22.3 (72.1)                                                              | 19.0 (66.2)                                                              | 24.3 (75.7)                                                              |
| Tối thiểu trung bình ngày °C (°F)                                        | 14.9 (58.8)                                                              | 16.2 (61.2)                                                              | 19.0 (66.2)                                                              | 21.9 (71.4)                                                              | 23.9 (75.0)                                                              | 24.8 (76.6)                                                              | 24.8 (76.6)                                                              | 24.7 (76.5)                                                              | 23.9 (75.0)                                                              | 21.7 (71.1)                                                              | 19.2 (66.6)                                                              | 15.9 (60.6)                                                              | 20.9 (69.6)                                                              |
| Thấp kỉ lục °C (°F)                                                      | 3.7 (38.7)                                                               | 5.6 (42.1)                                                               | 6.0 (42.8)                                                               | 14.1 (57.4)                                                              | 16.2 (61.2)                                                              | 19.7 (67.5)                                                              | 21.5 (70.7)                                                              | 21.3 (70.3)                                                              | 18.2 (64.8)                                                              | 12.7 (54.9)                                                              | 8.3 (46.9)                                                               | 2.0 (35.6)                                                               | 2.0 (35.6)                                                               |
| Lượng Giáng thủy trung bình mm (inches)                                  | 21.2 (0.83)                                                              | 26.4 (1.04)                                                              | 41.1 (1.62)                                                              | 98.4 (3.87)                                                              | 237.8 (9.36)                                                             | 235.0 (9.25)                                                             | 270.2 (10.64)                                                            | 353.1 (13.90)                                                            | 290.7 (11.44)                                                            | 227.6 (8.96)                                                             | 51.7 (2.04)                                                              | 38.1 (1.50)                                                              | 1.891,3 (74.45)                                                          |
| Số ngày giáng thủy trung bình (≥ 0.1 mm)                                 | 9.4                                                                      | 8.6                                                                      | 9.3                                                                      | 11.8                                                                     | 17.7                                                                     | 17.3                                                                     | 17.4                                                                     | 19.0                                                                     | 16.6                                                                     | 11.4                                                                     | 8.6                                                                      | 8.7                                                                      | 155.8                                                                    |
| Độ ẩm tương đối trung bình (%)                                           | 86                                                                       | 85                                                                       | 83                                                                       | 82                                                                       | 82                                                                       | 82                                                                       | 82                                                                       | 85                                                                       | 87                                                                       | 86                                                                       | 85                                                                       | 85                                                                       | 84                                                                       |
| Số giờ nắng trung bình tháng                                             | 91.4                                                                     | 95.1                                                                     | 128.2                                                                    | 153.1                                                                    | 187.4                                                                    | 193.1                                                                    | 206.1                                                                    | 182.9                                                                    | 146.2                                                                    | 140.0                                                                    | 110.8                                                                    | 85.8                                                                     | 1.720,1                                                                  |
| Phần trăm nắng có thể                                                    | 27                                                                       | 29                                                                       | 34                                                                       | 40                                                                       | 46                                                                       | 49                                                                       | 51                                                                       | 46                                                                       | 40                                                                       | 39                                                                       | 33                                                                       | 25                                                                       | 38                                                                       |
| Nguồn: China Meteorological Administrationall-time extreme temperature   |                                                                          |                                                                          |                                                                          |                                                                          |                                                                          |                                                                          |                                                                          |                                                                          |                                                                          |                                                                          |                                                                          |                                                                          |                                                                          |